# Guiguinto
Guiguinto is een gemeente in de Filipijnse provincie Bulacan op het eiland Luzon. Bij de laatste census in 2007 had de gemeente ruim 89 duizend inwoners.

## Geografie

### Bestuurlijke indeling
Guiguinto is onderverdeeld in de volgende 14 barangays:
| - Cutcut - Daungan - Ilang-Ilang - Malis - Panginay - Poblacion - Pritil | - Pulong Gubat - Santa Cruz - Santa Rita - Tabang - Tabe - Tiaong - Tuktukan |

## Demografie
Guiguinto had bij de census van 2007 een inwoneraantal van 89.225 mensen. Dit zijn 21.654 mensen (32,0%) meer dan bij de vorige census van 2000. De gemiddelde jaarlijkse groei komt daarmee uit op 3,91%, hetgeen hoger is dan het landelijk jaarlijks gemiddelde over deze periode (2,04%). Vergeleken met de census van 1995 is het aantal mensen met 36.650 (69,7%) toegenomen.

De bevolkingsdichtheid van Guiguinto was ten tijde van de laatste census, met 89.225 inwoners op 27,5 km², 1911,8 mensen per km².